# 남리뢴첸
남리뢴첸(གནམ་རི་སྲོང་བཙན།)은 토번의 제32대 첸포이다.

## 생애
충뽀 붕새주쩨가 남부 티베트의 왕 마르몬(馬爾門)의 목을 베고 2만 가구를 남리뢴짼에게 바치니 남리뢴짼은 그에게 남부 티베트의 통치권을 주었다.
600년, 남리뢴짼은 정병 1만 명을 이끌고 숨빠를 공격하여, 충뽀 붕새주쩨의 용맹과 숨빠 왕에게 불만을 품은 숨빠 호족들의 도움으로 숨빠를 멸망시켰다. 남리뢴짼은 숨빠를 정복한 뒤 같은 조치를 취하여 호족들에게 영지와 노예를 하사해 충성을 얻어냈다. 토번은 이로써 티베트 고원의 최대 강국이 되었고, 중부와 남부 티베트를 하나로 통합시켜 인구 증대, 경제 발전, 군사력 신장 등의 효과를 얻어 마침내 부족국가에서 벗어나 고대국가로 탈바꿈했다.
그러나 토번은 중앙집권국가로 끝내 발전하지 못한 봉건왕국이었고, 호족들의 세력이 건재하여 형식적인 통일국가라는 한계가 있었다. 마침내 남리뢴짼이 독살당하고 숨빠를 중심으로 여러 부족이 봉기하는 등 토번은 위기를 맞았으나 뒤를 이은 송짼감뽀에게 진압되었다.
| 전임 닥리넨세 | 제32대 토번국 짼뽀 ? - 629년 | 후임 송짼감뽀 |

## 같이 보기
- 티베트의 역사
- 토번 첸포